# 青斑蝶屬
青斑蝶屬（學名：Tirumala）是斑蝶亞科斑蝶族裡的一個屬。物種分佈於古熱帶界，即非洲至亞洲、澳洲及所羅門群島一帶的熱帶地區。牠們會互相穆氏擬態同屬或其他斑蝶如旖斑蝶屬的蝴蝶，又會被其他蝶種貝氏擬態，如螯蛺蝶亞科的圓蛺蝶屬物種。

## 物種
- 美青斑蝶 T. formosa
- 愛神青斑蝶 T. ishmoides
- 藍虎青斑蝶 T. hamata
- 嗇青斑蝶 T. septentrionis
- 白紋青斑蝶 T. choaspes
- 烏青斑蝶 T. euploeomorpha
- 駢紋青斑蝶 T. gautama
- 泛青斑蝶 T. petiverana
- T. limniace
- Tirumala tumanana

## 文獻
- Ackery, P.R.,Vane-Wright, R.I. 1984. Milkweed butterflies. British Museum (Natural History), London.
- Vane-Wright, R.I.,de Jong, R. 2003. The butterflies of Sulawesi: annotated checklist for a critical island fauna. Zoologische Verhandelingen 343, 1-267.
- 寿建新 周尧 李宇飞. . 中國: 陝西科學技術出版社. 2006-04-01. ISBN 9787536936768 （中文（简体））.
- Hashimoto, K., Schroeder, H.G., Treadaway, C.G.,Vane Wright, R.I. 2012. On the taxonomic status of Tirumala tumanana Semper, 1886 (Lepidoptera: Nymphalidae, Danainae). Journal of Research on the Lepidoptera 45, 39-47.
- 徐堉峰. . 台灣: 晨星出版有限公司. 2013年3月10日. ISBN 9789861776682 （中文（繁體））.
- 呂至堅、陳建仁. . 台灣: 晨星出版有限公司. 2014年3月23日. ISBN 9789861777849 （中文（繁體））.

## 外部連結
- 维基共享资源上的相關多媒體資源：青斑蝶屬
- 維基物種上的相關：青斑蝶屬